# العلوم والتكنولوجيا في ألمانيا
إنجازات ألمانيا في ميدان العلوم والتكنولوجيا كبيرة جدا، وتشكل جهود البحث والتطوير جزءا لا يتجزأ من اقتصاد البلد. وكانت ألمانيا موطنا لبعض أبرز الباحثين في مختلف التخصصات العلمية، ولا سيما الفيزياء والرياضيات والكيمياء والهندسة. قبل الحرب العالمية الثانية، أنجبت ألمانيا العديد من العلماء الذين حاز أغلبهم على جائزة نوبل في مختلف المجالات العلمية أكثر من أي دولة أخرى، ما اضطر العديد لاعتبارها أفضل بلد في العلوم.
أُعلنت ألمانيا الدولة الأكثر ابتكاراً عام 2020 في مؤتمر بلومبيرغ إل بي 2020، وحلّت في المرتبة الثامنة في مؤشر الابتكار العالمي عام 2023، وتراجعت للمرتبة التاسعة في مؤشر عام 2024.

## المؤسسات
انظر: قائمة الجامعات في ألمانيا

## المجالات العلمية

### الفيزياء

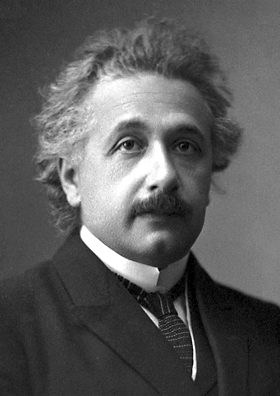
ألبرت أينشتاين

كان عمل ألبرت أينشتاين وماكس بلانك حاسما في التأسيس للفيزياء الحديثة التي كان قد طورها كل من فيرنر هايزنبيرغ وإرفين شرودنغر،  وسبقهم من قبل فيزيائيون عديدون أمثال هرمان فون هلمهولتز، جوزيف فون فراونهوفر، وآخرون. فيلهلم كونراد رونتغن اكتشف الأشعة السينية، وهو إنجاز جعله يكون أول فائز بجائزة نوبل في الفيزياء في عام 1901  وتمت تسمية عنصر رونتجينيوم على شرف اسمه. كما عمل هاينريش هيرتز في مجال الإشعاع الكهرومغناطيسي الذي كان محوريا في مسار تطوير الاتصالات الحديثة. وقد تم تطوير الديناميكا الهوائية الرياضية في ألمانيا، وخاصة من قبل لودفيغ براندتل.

### الكيمياء

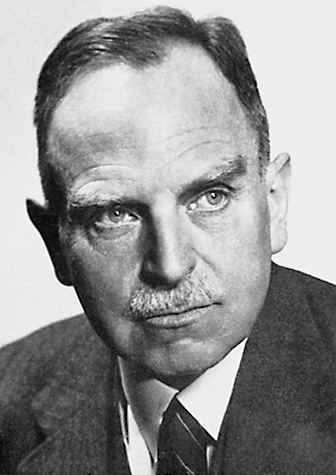
أوتو هان

في بداية القرن العشرين، حصلت ألمانيا على أربعة عشر من أصل أول واحد وثلاثين جائزة نوبل للكيمياء، بدءا من هيرمان إميل فيشر في عام 1901 وحتى الثنائي كارل بوش وفريدريش بيرغيوس في عام 1931.
ويعتبر أوتو هان رائدا في مجال الإشعاع النووي والكيمياء الإشعاعية حيث اكتشف الانشطار النووي الذي يعد الأساس العلمي والتكنولوجي للطاقة الذرية.

### الهندسة
كانت ألمانيا موطنا للعديد من المخترعين والمهندسين المشهورين، مثل يوهان غوتنبرغ، الذي ينسب إليه اختراع الطباعة المنقولة في أوروبا، بالإضافة إلى هانز جيجر، الذي اخترع عداد غايغر، إضافة إلى كونراد سوزه، الذي اخترع أول جهاز كمبيوتر إلكتروني سمي ب«زد-3». كما ساعد المخترعون الألمان والمهندسون والصناعيون مثل زيبلين ودايملر وديزل وأوتو وانكل وفون براون وبينز على تشكيل تكنولوجيا حديثة لنقل السيارات والنقل الجوي بما في ذلك بدايات السفر إلى الفضاء،  كما أن المهندس أوتو ليلينتال كان قد وضع بعض أساسيات علوم الطيران. .